# Hans Jacobson
 Hans Olov Dan Jacobson, né le 17 mars 1947 à Enskede et décédé le 9 juillet 1984, est un escrimeur suédois pratiquant l’épée. Il a remporté le titre olympique avec l'équipe d'épée de Suède lors des Jeux olympiques d'été de 1976 à Montréal.
Jacobson pratiquait aussi le pentathlon moderne. Il a représenté la Suède dans ce sport aux jeux olympiques d’été de  1968 à Mexico.
Il a été aussi trois fois champion du monde avec l’équipe de Suède en 1974, 1975 et 1977 participant ainsi à la période la plus faste de l’histoire de l’escrime suédoise.

## Palmarès
- Jeux olympiques :
  -  Champion olympique à l’épée par équipe aux Jeux olympiques de 1976 à Montréal.
- Championnats du monde d'escrime
  -  Champion du monde à l’épée par équipe aux championnats du monde de 1974 à Grenoble
  -  Champion du monde à l’épée par équipe aux championnats du monde de 1975 à Budapest
  -  Champion du monde à l’épée par équipe aux championnats du monde de 1977 à Buenos Aires
  -  Médaillé de bronze à l’épée par équipe aux championnats du monde de 1969 à La Havane
  -  Médaillé de bronze à l’épée par équipe aux championnats du monde de 1971 à Vienne (Autriche)
  - Médaillé d'argent à l'épée individuelle aux championnats du monde de 1973 à Göteborg
  - Médaillé de bronze à l'épée individuelle aux championnats du monde de 1978 à Hambourg
  - Grand Prix de Berne 1976
  - Coupe d'Heidenheim 1976-77